# Замок Вев
Замок Вев — замок у Бельгії.
Знаходиться недалеко від села Сель, у провінції Намюр. Точна дата появи замку Вев невідома, швидше за все, це сталося не раніше IX століття. Ця фортеця була зруйнована у 1200 році і перебудована у 1220 році. Сучасний вигляд отримала після реставрації у XVIII столітті. У ході реконструкції були переплановані стіни внутрішнього двору замку, до однієї із стін було добудовано чудова фахверкова дворівнева галерея, а інша отримала фасад із червоної цегли в стилі Людовика XV.
Замок збудований у вигляді неправильного п'ятикутника в оточенні 6 круглих башт. Північний фасад увінчаний невеликим куполом із годинником.

## Реставрація у XX столітті
З 1969 по 1979 рік у замку проходила реставрація.